# Serkan Çınar
Serkan Çınar (* 14. April 1976 in Kırklareli) ist ein türkischer Fußballschiedsrichter.

## Fußball
Çınar legte seine Schiedsrichterprüfung in der Stadt Van ab. Sein Debüt in der Süper Lig gab er am 13. September 2008 bei der Begegnung Konyaspor gegen Denizlispor (Endstand 1:1).

## Privates
Çınar machte seine Schulausbildung in der Stadt Babaeski und anschließend in Lüleburgaz. 
Den Kontakt zum Fußball lernte er mit acht Jahren in der Freizeit mit Straßenfußball kennen. Daraufhin fing er mit dem Fußballspielen bei dem Amateurverein Alpullu Şekerspor an und spielte hier vier Jahre. Mit 13 Jahren folgte der Wechsel zu Kırklareli Camspor. Während seiner Schulzeit verbesserte er sein fußballerisches Können und wurde so in die Fußballschulauswahl gewählt. Çınar bekam auch eine Einladung, zusammen mit Emre Aşık und Alpay Özalan, nach Istanbul zu der olympischen Fußballmannschaft. Aufgrund wichtiger Meisterschaftsspiele seines Vereins konnte er die Einladung nicht wahrnehmen. 
Wenige Monate nach seiner Einladung wechselte er zu Bakırköyspor, konnte jedoch wegen einer Verletzung nicht spielen. Daraufhin bekam er eine Zusage von der Trakya Üniversitesi in Edirne und fing hier, aufgrund seiner Verletzung, mit der Sportart Handball an. Nach nur einem Jahr verlegte er sein Studium wieder nach Van, welches er nach vier Jahren abschloss. Kurz danach meldete er sich zum Schiedsrichterlehrgang an.